# Nordamerikanisches Freihandelsabkommen
Das Nordamerikanische Freihandelsabkommen (englisch North American Free Trade Agreement, NAFTA; französisch Accord de libre échange nord-américain, ALÉNA; spanisch Tratado de Libre Comercio de América del Norte, TLCAN) war ein Wirtschaftsabkommen zwischen Kanada, den USA und Mexiko; diese bilden dadurch eine Freihandelszone auf dem nordamerikanischen Kontinent. NAFTA wurde zum 1. Januar 1994 gegründet. 
Am 30. November 2018 unterzeichneten US-Präsident Donald Trump, sein scheidender mexikanischer Amtskollege Enrique Peña Nieto und Kanadas Premierminister Justin Trudeau das Nachfolgeabkommen für den nordamerikanischen Freihandelspakt NAFTA. Das neue Abkommen trägt englisch die Bezeichnung United States-Mexico-Canada Agreement (USMCA), spanisch Acuerdo Estados Unidos-México-Canadá (AEUMC) und französisch Accord États-Unis-Mexique-Canada (AÉUMC) und trat am 1. Juli 2020 in Kraft.
Mit dem Inkrafttreten des Handelsabkommens NAFTA wurden zahlreiche Zölle abgeschafft, viele weitere wurden zeitlich ausgesetzt. Das Abkommen ging aus dem Kanadisch-US-Amerikanischen Freihandelsabkommen von 1989 hervor. Es handelte sich um einen zwischenstaatlichen Vertrag. Im Gegensatz zur Europäischen Union nahm NAFTA keine supranationalen Regierungsfunktionen wahr und seine Bestimmungen nahmen auch keine Vorrangposition gegenüber nationalem Recht ein. Das NAFTA hatte zwei Nebenabkommen: Das North American Agreement on Environmental Cooperation (NAAEC) für Umweltbelange und das North American Agreement on Labor Cooperation (NAALC) für Arbeitsrechte.

## Vorläufer: Kanadisch-US-Amerikanisches Freihandelsabkommen
Der Vorläufer des Nordamerikanischen Freihandelsabkommens war das Canada-US Free Trade Agreement (CUSFTA), das am 1. Januar 1989 in Kraft trat und die beiden wirtschaftlich stärksten Länder Nordamerikas verband. Die Bildung der CUSFTA ging zurück auf eine Initiative des republikanischen US-Präsidenten Ronald Reagan. Der Plan einer Freihandelszone zwischen beiden Ländern wurde im Vorfeld, und nach dem Inkrafttreten, sowohl von der Liberalen Partei Kanadas als auch von der Neuen Demokratischen Partei Kanadas kritisch gesehen, auch die öffentliche Meinung in Kanada war insbesondere zu Beginn überwiegend ablehnend.

## Inhalt
NAFTA sieht die Abschaffung der meisten Zölle zwischen den Mitgliedsstaaten innerhalb von 15 Jahren ab Inkrafttreten vor. Der größte Teil des Handels zwischen den USA und Kanada war zuvor schon zollfrei. Wesentlicher Unterschied zu bisherigen Abkommen war, dass auch zu anderen Themen (außer Zöllen und Quoten) im Handelsabkommen Maßnahmen beschlossen wurden.
Bis 2008 sollten solche nicht-tarifären Handelshindernisse eliminiert werden. Das Abkommen sieht die Öffnung verschiedener Märkte (unter anderem Bank-, Energie- und Transportsektor) der teilnehmenden Staaten für Unternehmen aus den anderen Mitgliedsstaaten vor. Dazu gehört auch die Vergabe öffentlicher Aufträge. Ebenso wurden z. B. Standards für Lebensmittel- und Produktsicherheit gesenkt, ein weiteres Ziel des Abkommens war die Stärkung des Schutzes von geistigem Eigentum u. a. im Bereich der medizinischen Patente.
NAFTA enthält zudem Regeln zum Investitionsschutz und sieht die Möglichkeit vor, Investitionsschiedsverfahren einzuleiten, falls die Gewinnerwartungen der Unternehmen durch neue Gesetze verringert werden.

## Mitglieder
| Land               | Code | Beitritt | Hauptstadt       | Bevölkerung in Mio. 2013 | Fläche in km² | BIP Mrd. US-$ 2013 | BIP pro Kopf 2013 (US-$) | BIP pro Kopf in KKS 2013 (USA=100) |
| ------------------ | ---- | -------- | ---------------- | ------------------------ | ------------- | ------------------ | ------------------------ | ---------------------------------- |
| Vereinigte Staaten | US   | 1994     | Washington, D.C. | 317,2                    | 9.629.091     | 16.799,7           | 53.101                   | 100                                |
| Kanada             | CA   | 1994     | Ottawa           | 35,2                     | 9.984.670     | 1.825,1            | 51.990                   | 98                                 |
| Mexiko             | MX   | 1994     | Mexiko-Stadt     | 120,3                    | 1.972.550     | 1.258,5            | 10.630                   | 20                                 |

## Folgen
Die Folgen werden je nach politischem Standpunkt des Betrachters sehr unterschiedlich bewertet. Das Volumen der mexikanischen Ausfuhren stieg von 51,8 Mrd. Dollar im Jahr 1994 auf 166,4 Mrd. Dollar im Jahr 2000. Das Land exportierte damit mehr als alle anderen Staaten des Subkontinents zusammen und ist nach Einschätzung des mexikanischen Wirtschaftsministeriums zwischenzeitlich die siebtgrößte Exportnation der Welt.
Stephen Gill von der York University in Toronto spricht von einer Privatisierung des Handelsrechts und von der „Verrechtlichung neoliberaler Dogmen“. 2014 waren nach einer Studie der NGO Public Citizen's Trade Watch vor den Schiedsgerichten NAFTA-Verfahren mit Schadensersatzansprüchen an Regierungen (vor allem an die kanadische) in Höhe von 12,4 Milliarden US-Dollar anhängig. Verurteilt wurden Staaten nach der Studie zu Schadensersatzzahlungen von insgesamt 360 Millionen US-Dollar. Der kanadische CETA-Chefunterhändler attestierte den insgesamt von Kanada geleisteten Zahlungen in Höhe von 150 Millionen US-Dollar „keine sehr negative Wirkung“.
Die wirtschaftlichen und sozialen Folgen des Abkommens werden unterschiedlich beurteilt: Die Journalistin Barbara Eisenmann schreibt im Tagesspiegel, dass Mexiko früher Selbstversorger mit dem Hauptnahrungsmittel Mais gewesen ist und heute mit subventionierten US-amerikanischen Landwirtschaftsprodukten und Fleisch überschwemmt wird, dessen Preis 20 Prozent unter den Produktionskosten liegt. Die erwartete Spezialisierung der mexikanischen Landwirtschaft ist nicht eingetreten: Millionen Maisbauern hätten nach Angaben des US-amerikanischen Gewerkschaftsdachverbands aufgegeben, viele Land- und Arbeitslose konnten nicht in den neu entstandenen Zulieferindustrien absorbiert werden. Die Kriminalität stieg. Mexiko muss heute 60 Prozent seines Weizen- und 70 Prozent seines Reisbedarfs importieren. Kanada ist wieder zu einem Exporteur von Rohstoffen geworden und hat zunehmend mit Umweltproblemen zu kämpfen, während gleichzeitig die internationale Ölwirtschaft Druck auf die Umweltschutzbestimmungen ausübe. Insgesamt würden die Einkommen in den Mitgliedsländern stagnieren, während die Einkommensungleichheit ansteigt.
In den Vereinigten Staaten führte NAFTA zu einer Abwanderung von Industriearbeitsplätzen nach Mexiko. Die Konkurrenz mit dem Niedriglohnland im Süden und die stetige Drohung der Unternehmer mit der Verlagerung von Produktionsstandorten dorthin schwächte die Verhandlungsposition der US-amerikanischen Gewerkschaften und führte zu einer schwachen Lohnentwicklung. Parallel zu der Öffnung des US-Marktes für chinesische Waren wird NAFTA für den Niedergang insbesondere im sogenannten Rust Belt verantwortlich gemacht. Die mit NAFTA und ähnlichen Abkommen realisierte Freihandelspolitik der Demokraten unter der Präsidentschaft Bill Clintons wird in diesem Kontext als Umsetzung einer neoliberalen Agenda gesehen, die schädlich für die Interessen der Industriearbeiterschaft war, den Unternehmern und Investoren jedoch Gewinnsteigerungen einbrachte. Als Rückwirkung dieser Politik gilt die Abwendung der Arbeiterschaft von den Demokraten.

## Neue Verhandlungen 2018 und 2019
NAFTA ist im Präsidentschaftswahlkampf 2008 vom späteren US-Präsidenten Barack Obama bzw. 2016 von US-Präsident Donald Trump in Frage gestellt worden. Das Nachfolge-Abkommen United States Mexico Canada Agreement, abgekürzt USMCA, bildet das Ergebnis der Neuverhandlungen der NAFTA-Staaten (2017–2018). Die formelle Zustimmung erfolgte am 30. September 2018 und am 1. Oktober. Das neue Abkommen wurde am 30. November 2018 vom US-Präsidenten Donald Trump, dem mexikanischen Präsidenten Enrique Peña Nieto und dem kanadischen Premierminister Justin Trudeau am Rande des G20-Gipfels 2018 in Buenos Aires unterzeichnet. Das neue Abkommen trägt englisch die Bezeichnung United States-Mexico-Canada Agreement (USMCA), spanisch Acuerdo Estados Unidos-México-Canadá (AEUMC) und französisch Accord États-Unis-Mexique-Canada (AÉUMC) und trat am 1. Juli 2020 in Kraft. Der jeweilige Gesetzgeber in den drei Ländern musste das Abkommen noch ratifizieren.
Beispielsweise wurde vereinbart, dass Amerikas Farmer mehr Milch und Milchprodukte nach Kanada exportieren dürfen. Die US-Regierung erhebt dafür keine Importzölle auf Autos aus Kanada und Mexiko. 
Jedes der drei Länder verpflichtet sich, andere Parteien drei Monate vorab über Handelsgespräche mit einer „Nicht-Marktwirtschaft“ in Kenntnis zu setzen. 
Schließt ein Land ein Freihandelsabkommen mit China oder einer ähnlichen Wirtschaft ab, kann jeder der zwei anderen nach Artikel 32.10 das trilaterale Abkommen mit einer Frist von sechs Monaten kündigen und ein bilaterales Abkommen zu gleichen Bedingungen abschließen. 
„Die Klausel erschwert, Freihandelsabkommen mit China zu unterzeichnen – oder zumindest zu Bedingungen, die die USA nicht in ihrem Interesse sehen“, sagte Scott Kennedy, Direktor des Projekts über chinesische Wirtschafts- und Politikwirtschaft am Center for Strategic and International Studies in Washington.
Die Verhandlungen mit Kanada kamen am 31. August ins Stocken, da Trump gegenüber Bloomberg News nichtöffentlich sagte, er werde einseitig den Kanadiern die Bedingungen diktieren und in nichts nachgeben. Ein anwesender Reporter des Toronto Star sah sich an kein Schweigegebot gebunden, so dass Trumps drastische Aussagen gegen Kanada am 30. August veröffentlicht wurden.

„I can’t kill these people…“

„We have also been very clear: We will only sign a deal if it is a good deal for Canada.“

Im Dezember 2019 ratifizierte Mexiko das USMCA-Abkommen. In den USA gaben die Demokraten im Dezember erstmals ihr grünes Licht für das Abkommen. In intensiven Verhandlungen zwischen der US-amerikanischen Regierung und den Demokraten sowie Mexiko waren zuvor strengere Regeln zum Arbeitsrecht einschließlich einer Überwachung durch unabhängige Experten ausgehandelt worden, wodurch der Niedriglohnvorteil Mexikos begrenzt werden soll.